# Hibbertia incurvata
Hibbertia incurvata är en tvåhjärtbladig växtart som beskrevs av Toelken. Hibbertia incurvata ingår i släktet Hibbertia och familjen Dilleniaceae. Inga underarter finns listade i Catalogue of Life.